# Bárbara Di Flaviano Díaz
Bárbara Di Flaviano Díaz (Caracas, 19 dicembre 1993) è un'attrice, modella e conduttrice televisiva venezuelana.

## Biografia
Bárbara Diaz inizia la sua carriera nel 2007 all'età di 14 anni, prendendo parte alle riprese di Somos tú y yo, dove interpreta Barbara, sia nella prima che nella seconda stagione. Nel 2009 viene confermata per Somos tú y yo: un nuevo dia, una serie correlata a Somos tú y yo, ma ambientata negli anni cinquanta. Dalla serie sono stati organizzati dei tour sia per la prima che per la seconda stagione.
Nel 2011 entra a far parte del cast della nuova serie di Vladimir Perez Mágica insieme con alcuni altri attori di Somos tú y yo. Nel 2012 inizia le riprese di Mi ex me tiene ganas nel ruolo di Georgina. Nel 2013 si esibisce come animatrice nello spettacolo Gugu buh.
Nel 2014 gira il suo primo lungometraggio Historia Pequeña. Alla fine del 2014 gira il suo primo videoclip, Si te Vas di Dany Dayan, caricato su YouTube il 17 giugno 2015.
Nel 2015 inizia ad esibirsi nei teatri e il suo primo spettacolo di teatro è Brujas Buenotas pero Peligrosas,  il suo secondo spettacolo teatrale è Ti Voglio Bene e in seguito inizia a girare la sesta stagione di ¿ACEPTAS? diretta da Marina Alcalà, trasmessa dal 31 luglio 2015. All'inizio del 2015 gira il film El peor hombre del mundo. Durante l'inizio del mese di luglio conduce la nuova stagione del programma, in onda su TVES Esta Pegao Recargado.